# Губач
Губа́ч, или медведь-губач, или индийский медведь, или медведь-муравьед, или гривистый медведь (лат. Melursus ursinus) — млекопитающее семейства медвежьих; единственный вид рода Melursus. Внешний вид этого медведя настолько своеобразен, что он получил прозвище «медведя-ленивца» (англ. sloth bear).

## Внешний вид

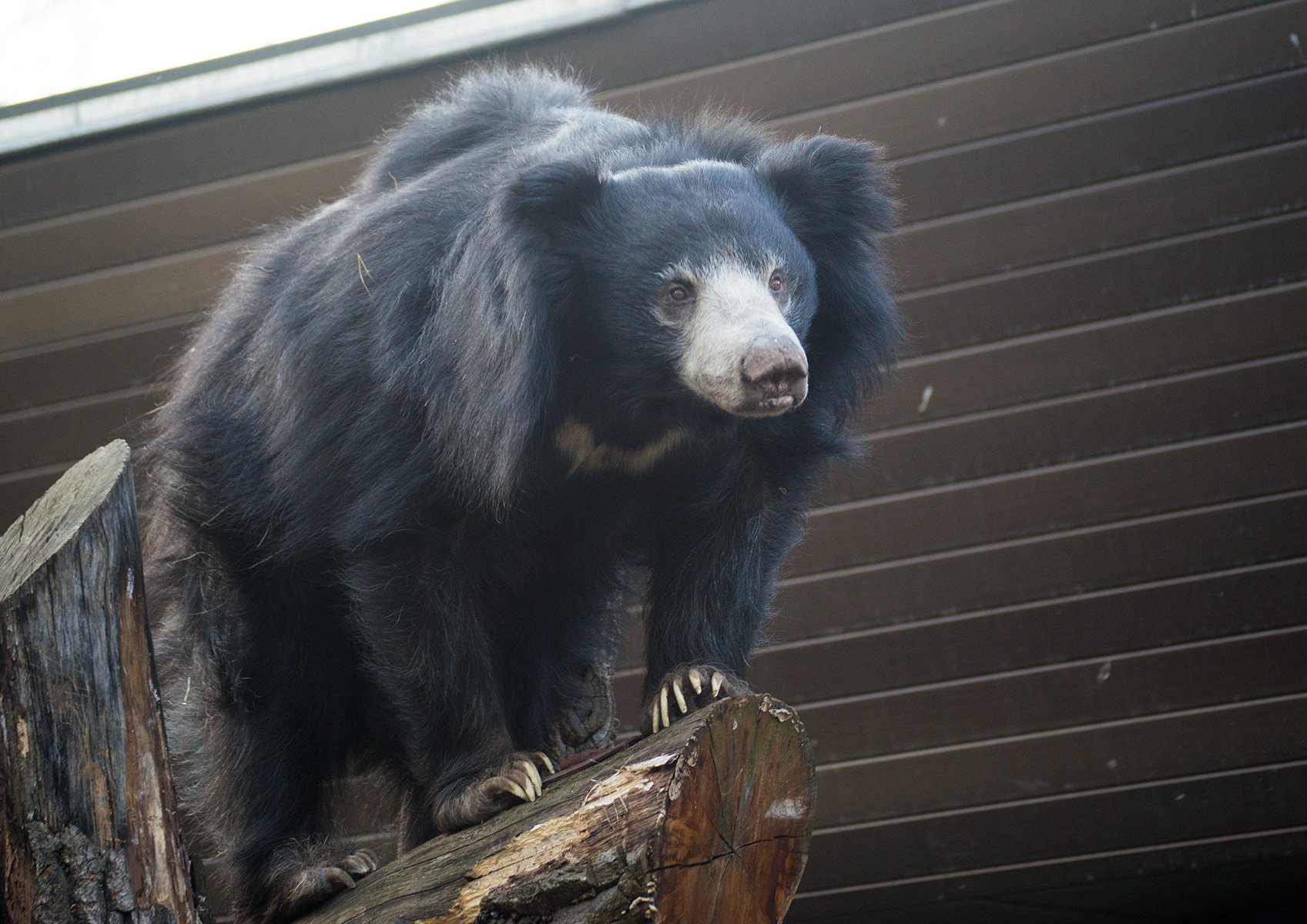
Медведь-губач в Московском зоопарке

Медведь-губач сильно отличается наружностью и образом жизни от настоящих медведей (Ursus), и его выделяют в отдельный род. Его легко узнать по длинному и подвижному рылу, причём губы у него голые и могут сильно выпячиваться (отсюда название), образуя подобие хоботка.
Размеры небольшие, но крупнее медведя-бируанга. Длина тела губача м до 180 см, хвоста — 10—12 см, высота в холке — 60—90 см; весит он 54—140 кг (обычно 90—115 кг). Самцы на 30—40 % крупнее самок.
Общий облик у губача — типично медвежий. Тело массивное, на высоких ногах. Голова крупная, с плоским лбом и сильно удлинённой мордой. Мех длинный, косматый, образующий на шее и плечах подобие неопрятной гривы. Окрас в основном глянцево-чёрный, но часто с примесью серых, коричневых или рыжеватых волос. Иногда встречаются рыжие или рыжевато-бурые особи. Конец морды всегда грязно-серый; на груди имеется отчётливое светлое пятно, похожее на букву V или Y.

### Адаптация к особенностям питания
Медведь-губач, подобно муравьеду, в ходе эволюции приспособился к питанию преимущественно колониальными насекомыми (муравьями и термитами), что несвойственно другим медведям, в рационе которых насекомые малозначительны. Большие серповидные когти приспособлены для лазания по деревьям, рытья и разрушения термитников. Губы и морда почти голые и очень подвижные, а ноздри могут произвольно смыкаться. Зубы мелкие, причём два центральных верхних резца отсутствуют, создавая проход, продолжающий «трубку» из вытянутых подвижных губ. Нёбо полое; язык очень длинный. Эти морфологические особенности позволяют губачу, добывая насекомых, сперва с силой выдувать из их разрушенного жилища пыль и грязь, потом всасывать добычу сквозь вытянутые губы. Возникающий при этом шум порой слышен за 150 м и часто привлекает внимание охотников.

## Распространение

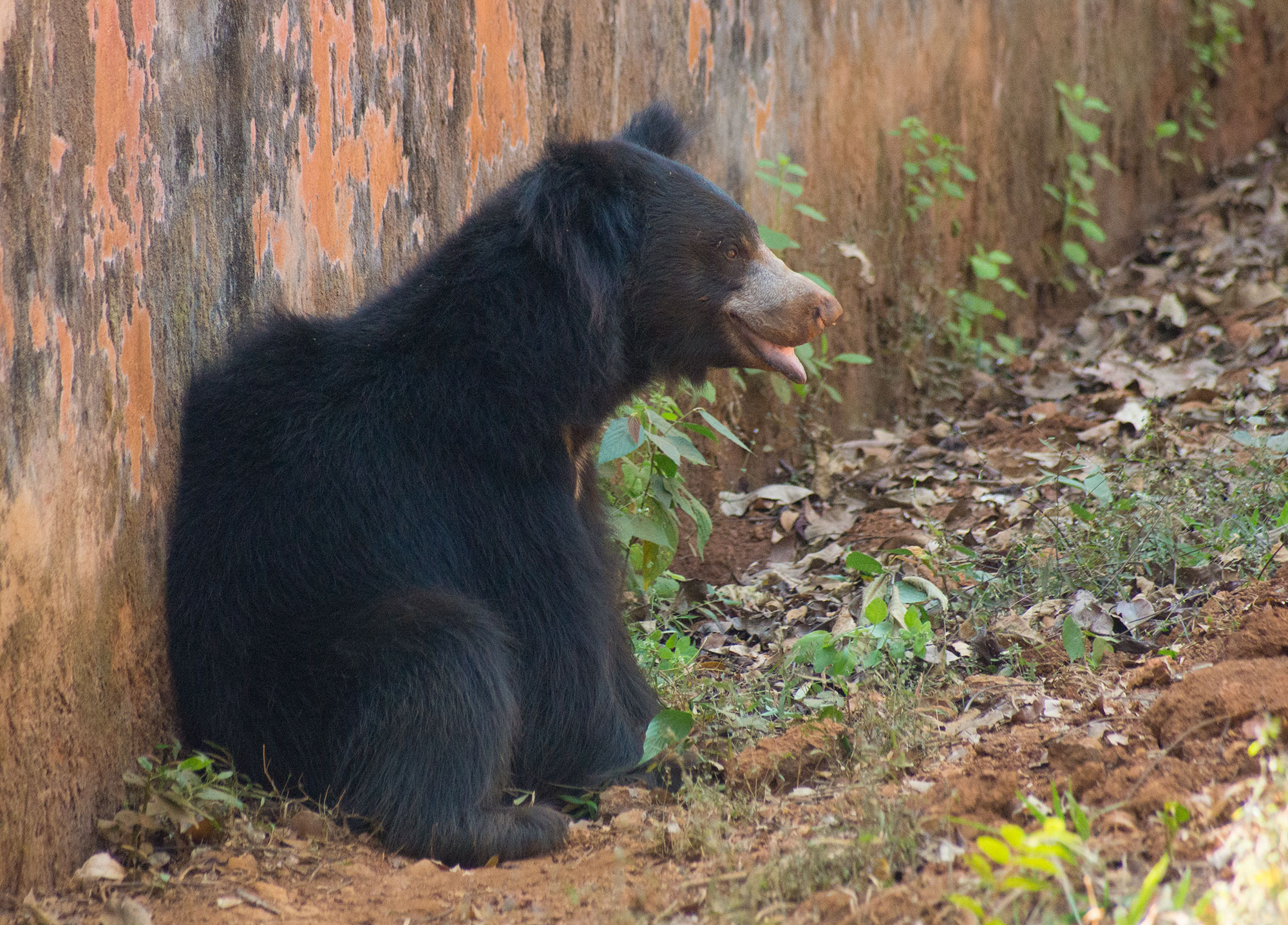
Медведь-губач в зоопарке Бондла (Индия)

Губач распространён в Индии, Пакистане, Шри-Ланке, Бангладеш, Непале и Бутане. До середины XX века он был довольно обычен, сейчас редок.

## Образ жизни и питание
Обитает губач в тропических и субтропических лесах, предпочитая холмистые местности, но на большую высоту не поднимается. Сырых низин также избегает. Ведёт преимущественно ночной образ жизни (что уникально для семейства медвежьих), днём спит в высокой траве, среди кустарников или в пещерках. Только самки с медвежатами часто переходят на дневной образ жизни, чтобы избежать встреч с ночными хищниками.
Активен губач в течение всего года; в спячку не впадает, но становится малоактивен во время сезона дождей.
Всеяден: пища состоит из насекомых, их личинок, улиток, яиц, а также разнообразных растений. За любовь к мёду он получил своё научное название — Melursus, «медовый медведь». С марта по июнь, когда созревают фрукты, они могут составлять до 50 % рациона губача; в остальное время он предпочитает разорять гнёзда термитов, муравьёв и пчёл. В густонаселённых районах губачи разоряют поля сахарного тростника и кукурузы. Не брезгуют они и падалью.
Хорошо развито обоняние, но зрение и слух слабые, так что к губачу нетрудно подкрасться совсем близко. Неуклюжий облик губача обманчив — этот медведь способен бежать быстрее человека. Часто залезает на деревья, чтобы полакомиться плодами, но от опасности на деревьях не спасается. Как правило, губачи не очень агрессивны, но могут защищаться, если человек подойдёт слишком близко. Тем не менее, за период с апреля 1989 по март 1994 года зарегистрировано 735 нападений губачей на людей, 48 из которых стали смертельными.
На губачей нападают только крупные хищники, вроде тигров и леопардов. С взрослым губачом может справиться только крупный тигр.

## Размножение

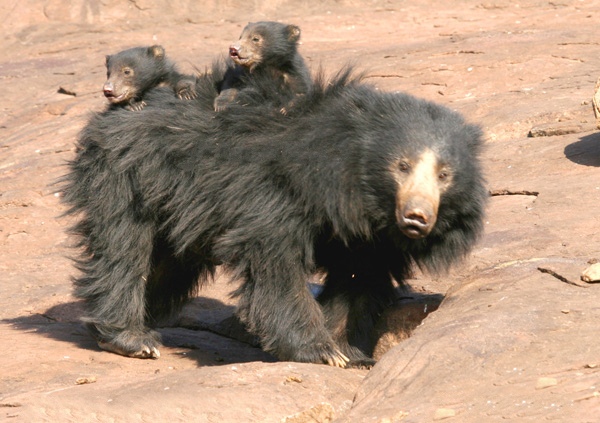
Медведь-губач с детёнышами

Спаривание у губачей в Индии обычно происходит с мая по июль, на Шри-Ланке — видимо, в течение всего года. Спустя 7 месяцев (обычно в декабре — январе) в пещере или ином убежище рождаются 1—2, редко 3 детёныша. На 3-ю неделю они прозревают. Через 2—3 месяца после рождения медвежата покидают берлогу, но в течение ещё 2—3 лет остаются с матерью. Медвежата часто путешествуют на спине матери. Такой способ передвижения сохраняется даже тогда, когда детёныши уже подросли и не умещаются вдвоём на спине матери: тогда они попеременно то сидят на спине, то бегут рядом. Относительно участия самца в выращивании потомства сведения противоречивы; в целом, такое поведение несвойственно медведям.
Продолжительность жизни в неволе — около 40 лет.

## Статус популяции и значение для человека
Медведь-губач занесён в международную Красную Книгу со статусом «уязвимые виды» (2020). Вид также входит в Приложение 1 Конвенции о международной торговле видами дикой фауны и флоры, находящимися под угрозой исчезновения (CITES), поэтому эти медведи чрезвычайно редки в зоологических коллекциях. Их общая численность в 1975 году не превышала 10 000 особей.
Губачи истреблялись преимущественно как вредители плантаций сахарного тростника, кукурузы, финиковых пальм и пасек, а также из-за их предполагаемой агрессивности. Их шкура не представляет большой ценности, а мясо считается несъедобным. Жёлчные пузыри применяются в традиционной азиатской медицине. Другой угрозой численности губачей является разрушение их привычной среды обитания — вырубка лесов и уничтожение термитников.